# Prorella remorata
Prorella remorata là một loài bướm đêm trong họ Geometridae.